# Aérospatiale Alouette II

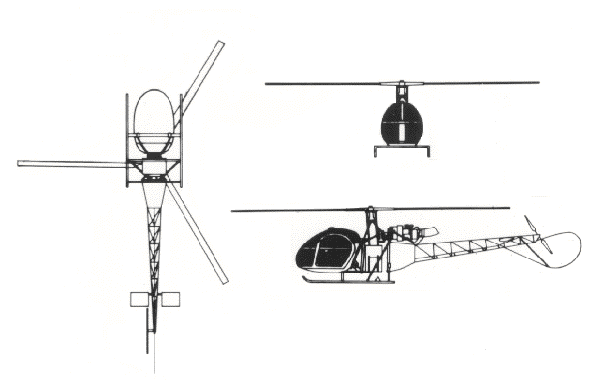
Ritning av Aérospatiale Alouette II.

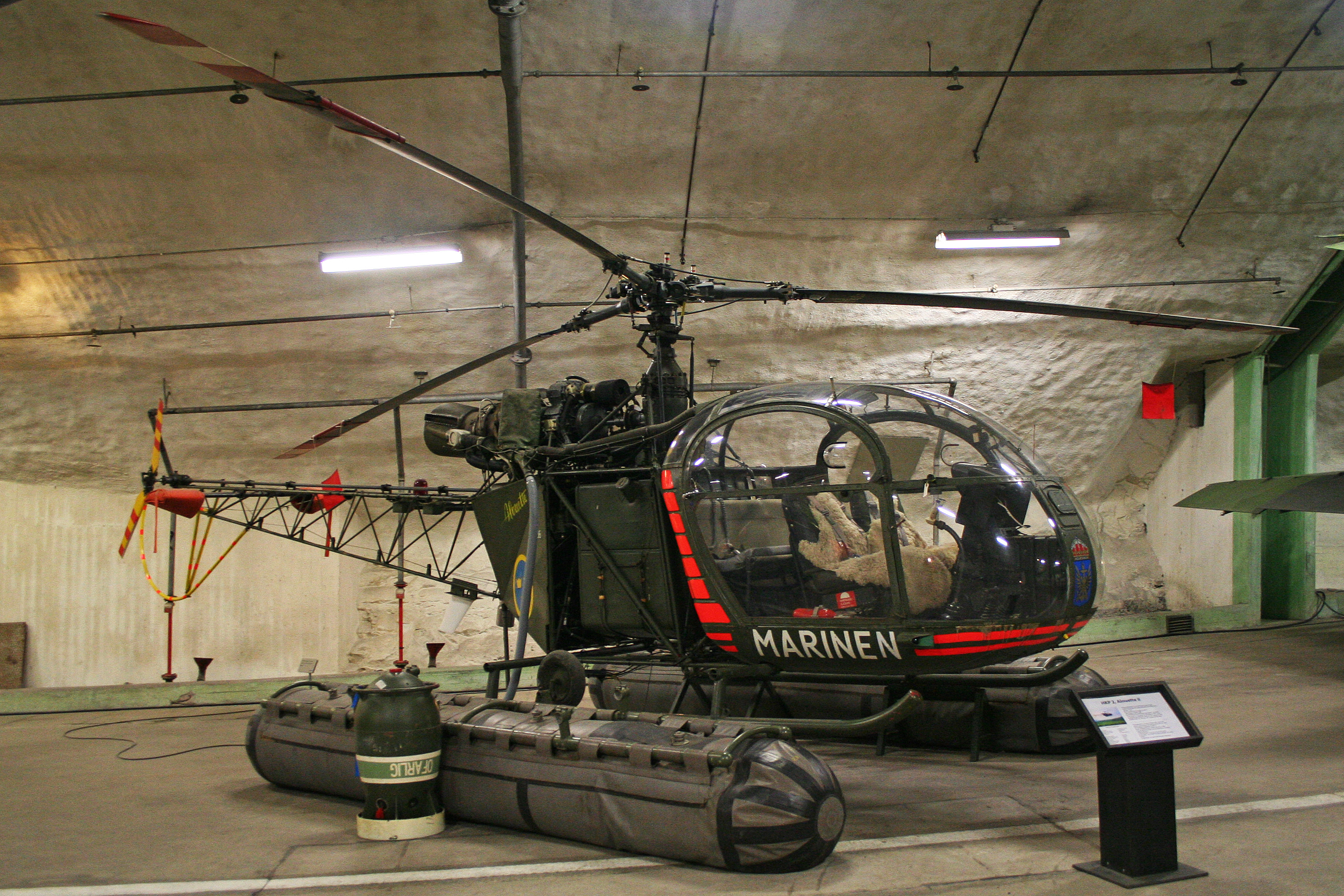
Helikopter 2 vid Aeroseum år 2012

Aérospatiale Alouette II (franska: Lärkan) är en lätt helikopter som tillverkades av franska Sud Aviation (senare Aérospatiale).
Alouette II var den första serieproducerade helikoptern i världen med gasturbinmotor (halva vikten mot en motsvarande kolvmotor) och användes både militärt och civilt. Alouette II flög första gången den 12 mars 1955. Prototypen (Alouette I) tillverkades endast i två exemplar, men ansågs så lyckad att den omgående beställdes av den franska armén, marinen och flygvapnet. Totalt tillverkades nästan 1600 stycken Alouette II under två decennier. Hindustan Aeronautics Limited (Indien) kom att licenstillverka en höghöjdsanpassad version för Indiens flygvapen i Himalaya.

## Användning i Sverige
1957 kom den första Alouette:n till Sverige, den var civil och användes till växtskyddsbesprutning. Även dåvarande Krigsmakten anskaffade denna helikoptertyp.

## Användning i Svenska försvarsmakten - helikopter 2
Sud Aviotion Alouette II fick den militära beteckningen helikopter 2 (hkp 2) och användes av Marinflyget, Flygvapnet samt Arméflyget. Totalt anskaffades 29 helikopterindivider och helikoptertypen var i tjänst i Försvarsmakten fram till 1988.

### Marinflyget
Marinen var först inom (dåvarande) Krigsmakten att anskaffa Alouette II då man behövde en lätt helikopter som ett komplement till sin tunga helikopter 1. Man hade testat Bell 47 men funnit den vara otillräcklig. I början av 1959 levererades Marinen första åtta hkp 2, senare kompletterade man med ytterligare fem helikoptrar. Helikoptern var baserad på Berga (Stockholm) samt Säve (Göteborg) och användes till transport- samt spanings- och räddningsuppdrag fram till 1985.

#### Helikopterindivider
| Tillv.nr | Mil reg.nr | I tjänst åren   | Övrigt                 |
| -------- | ---------- | --------------- | ---------------------- |
| xxxx     | xxxx       | (1959) - (1985) |                        |
| xxxx     | xxxx       | (1959) - (1985) |                        |
| xxxx     | 02032      | (1959) - 1979   | Havererade 1979        |
| 1170     | 02033      | (1959) - (1985) |                        |
| 1175     | 02034      | (1959) - (1985) | Bevarad på Aeroseum    |
| xxxx     | xxxx       | (1959) - (1985) |                        |
| 1246     | 02036      | (1959) - (1985) | Bevarad på Aeroseum    |
| 1256     | 02037      | (1959) - (1985) |                        |
| 1268     | 02038      | (1959) - (1985) | Flyger i Norge, LN-OCK |
| 1128     | 02039      | (1959) - (1985) |                        |
| xxxx     | xxxx       | (1959) - (1985) |                        |
| 1830     | 02042      | (1959) - (1985) |                        |
| xxxx     | xxxx       | (1959) - (1985) |                        |

#### Haverier
- Den 10 december 1979 havererade 02032, tillhörande 12. helikopterdivisionen, i samband med nödlandning p.g.a. motorstopp norr om Förslöv. Besättningen undkom med ryggskador.[4]

### Arméflyget
Arméflyget opererade med 12 hkp 2 mellan 1959 och 1969, vilka var baserade vid dåvarande Arméns helikopterskola (HkpS) i Boden. Helikoptern kom att användas till bl.a. flygutbildning och transportuppdrag. Under två månader sommaren 1966 tillhandahöll HkpS tre helikoptrar till Stockholms universitet vid en expedition till Svalbard. För detta registrerades tillfälligt två hk 2 och en hkp 3 som civila helikoptrar. År 1969 överfördes sju hkp 2 från Arméflyget till Flygvapnet då helikoptertypen inom Armén kom att ersättas av helikopter 6.

#### Helikopterindivider
| Tillv.nr | Mil reg.nr | I tjänst åren | Övrigt                                                                                        |
| -------- | ---------- | ------------- | --------------------------------------------------------------------------------------------- |
| 1278     | 02201      | 1959 - 1969   | Bevarad på Flygteknikcentrum (Västerås)                                                       |
| 1279     | 02202      | 1959 - 1969   | Temporärt civilregistrerad som SE-HDE vid Svalbard expedition 1966 Överförd till FV som 02406 |
| 1303     | 02203      | 1959 - 1969   | Överförd till FV som 02409                                                                    |
| 1302     | 02204      | 1960 - 1969   | Överförd till FV som 02404                                                                    |
| 1316     | 02205      | 1960 - 1969   | Överförd till FV som 02405                                                                    |
| 1290     | 02206      | 1960 - 1964   | Havererad                                                                                     |
| 1291     | 02207      | 1960 - 1969   | Temporärt civilregistrerad som SE-HDF vid Svalbard expedition 1966 Överförd till FV som 02407 |
| 1255     | 02208      | 1960 - 1969   | Överförd till FV som 02408                                                                    |
| 1317     | 02209      | 1960 - 1961   | Totalförstörd                                                                                 |
| 1323     | 02210      | 1960 - 1964   | Havererad                                                                                     |
| 1435     | 02211      | 1960 - 1967   | Havererad                                                                                     |
| 1436     | 02212      | 1961 - 1969   | Överförd till FV som 02412                                                                    |

#### Haverier
- Den 25 augusti 1961 totalförstördes 02209 då bränslet antändes i samband med tankning vid Stora sjöfallet.
- Den 9 mars 1964 havererade 02206 vid Furunäs (Umeå).
- Den 14 september 1964 havererade 02210 vid Rågraven (Boden).
- Den 12 oktober 1967 havererade 02211 vid Harrträsk (Gällevare).

Hkp 2 hade problem med markresonans vid upphovring samt sättning p.g.a. huvudrotornavets konstruktion. Ett antal av haverierna med hkp 2 får sannolikt tillskrivas piloternas ovana vid denna resonanseffekt.

### Flygvapnet
Flygvapnet opererade med 11 hkp 2 mellan 1959 och 1988, vilka var baserade vid flygflottiljerna F 1 Hässlö, F 4 Frösön, F 6 Karlsborg, F 7 Såtenäs, F 8 Barkarby, F 21 Luleå samt Robotförsöksplats Norrland främst för lokal militär flygräddning. Flygvapnet köpte fyra hkp 2, övriga sju helikoptrar övertogs 1969 från Arméflyget. Första tiden i Flygvapnet fick helikoptern den militära beteckningen Tp 84, en beteckning som senare istället gavs till Flygvapnets transportflygplan Lockheed C-130 Hercules. Hkp 2 inom Flygvapnet kom att ersättas av helikopter 9.

#### Helikopterindivider (köpta av Flygvapnet)
| Tillv.nr | Mil reg.nr | I tjänst åren   | Övrigt                                                                                           |
| -------- | ---------- | --------------- | ------------------------------------------------------------------------------------------------ |
| xxxx     | 84001      | 1959 - (1988)   | Registrerad som Tp 84 Omregistrerad som hkp 2 men civilregistrerades istället som SE-HDB vid RFN |
| xxxx     | 8400202402 | 1959 - (1988)   | Registrerad som Tp 84 Omregistrerad som hkp 2                                                    |
| 1269     | 02403      | (1959) - (1988) |                                                                                                  |
| xxxx     | xxxx       | (1959) - (1988) |                                                                                                  |

#### Helikopterindivider (överförda från Arméflyget)
| Tillv.nr | Mil reg.nr | I tjänst åren | Övrigt                                                                      |
| -------- | ---------- | ------------- | --------------------------------------------------------------------------- |
| 1279     | 02406      | 1969 - (1988) | F.d. 02202 (Arméflyget), bevarad på Flygvapenmuseum                         |
| 1303     | 02409      | 1969 - (1988) | F.d. 02203 (Arméflyget), bevarad på Flygteknik Technical Training (Skavsta) |
| 1302     | 02404      | 1969 - (1988) | F.d. 02204 (Arméflyget)                                                     |
| 1316     | 02405      | 1969 - 1981   | F.d. 02205 (Arméflyget), havererade 1981                                    |
| 1291     | 02407      | 1969 - (1988) | F.d. 02207 (Arméflyget), förvarad vid Aeroseum                              |
| 1255     | 02408      | 1969 - 1981   | F.d. 02208 (Arméflyget), havererade 1981                                    |
| 1436     | 02412      | 1969 - (1988) | F.d. 02212 (Arméflyget)                                                     |

#### Haverier
- Den 16 mars 1981 havererade 02408, tillhörande F4, i samband med förlorade flygreferenser under hovring i snö öster Hemavan. Besättningen undkom oskadad.[6]
- Den 17 juni 1981 havererade 02405, tillhörande F6, i samband med kollision telefonledning vid start från ett åkerfält sydväst Karlsborg. Besättningen undkom oskadad.)[7]